# Cerentino
Cerentino es una comuna suiza del cantón del Tesino, situada en el distrito de Vallemaggia, círculo de Rovana. Limita al norte y sureste con la comuna de Cevio, al este con Linescio, al sur con Campo (Vallemaggia), y al oeste con Bosco/Gurin.